# Heilbronn
Heilbronn (MAF: /haɪ̯lˈbʁɔn/, posłuchajⓘ) – miasto na prawach powiatu w południowo-zachodnich Niemczech, w kraju związkowym Badenia-Wirtembergia, w rejencji Stuttgart, siedziba regionu Heilbronn-Franken oraz powiatu Heilbronn. Leży nad rzeką Neckar, liczy 128 334 mieszkańców (31 grudnia 2022).

## Historia
Heilbronn po raz pierwszy wzmiankowane jest w 747 r., prawa miejskie uzyskało w 1298 r. Niezależne miasto Starej Rzeszy od 1371 r. W 1633 r. zawiązano tu konfederację państw sprzymierzonych ze Szwecją (Heilbronner Bund).
Nalot 4 grudnia 1944 zniszczył całe stare miasto i w znacznym stopniu inne części miasta. Zginęło co najmniej 6500 osób.

## Zabytki
- renesansowy, ewangelicki kościół św. Kiliana (St. Kilian) z wieżą mierzącą 64 metry
- gotycki, ewangelicki kościół św. Mikołaja (Nikolaikirche)
- barokowy, katolicki kościół św. Piotra i św. Pawła (Sankt Peter u. Paul)
- barokowy zamek Deutschhof
- eklektyzm niemiecki i architektura mauretańska, synagoga w Heilbronn

## Części miasta
- Bockingen
- Neckargartah
- Biberach
- Klingenberg
- Kirhausen
- Haselter Siedlung
- Horkheim
- Sontheim

## Gospodarka
W mieście rozwinął się przemysł maszynowy, środków transportu, spożywczy, chemiczny oraz obuwniczy.

## Transport
W mieście znajduje się stacja kolejowa Heilbronn Hauptbahnhof.

## Sport
- Heilbronner Falken – klub hokejowy
- FC Union Heilbronn

## Osoby urodzone w Heilbronn
- Tomislav Marić – chorwacki piłkarz
- Marijo Marić – chorwacki piłkarz
- Kurt Rebmann – niemiecki prawnik, prokurator generalny Niemiec
- Andrzej Seweryn – polski aktor teatralny
- Klaus Zwickel – działacz związkowy
- Sibel Kekilli – turecko-niemiecka aktorka
- Wilhelm Maybach – konstruktor i przemysłowiec
- Julius Robert von Mayer – lekarz i fizyk; współodkrywca zasady zachowania energii i pierwszej zasady termodynamiki
- Dieter Schwarz – niemiecki przedsiębiorca, właściciel Grupy Schwarz, zarządzającej m.in. koncernami Lidl i Kaufland, najbogatszy obywatel Niemiec.

## Współpraca
Miejscowości partnerskie:
- Béziers, Francja
- Frankfurt nad Odrą, Brandenburgia
- Słubice, Polska
- Solura, Szwajcaria
- Stockport, Wielka Brytania

W latach 2019–2022 Heilbronn współpracował również z Noworosyjskiem, jednak współpraca ta została zawieszona w wyniku rosyjskiej inwazji na Ukrainę.